# Юдинский сельсовет (Оренбургская область)
Юдинский сельсовет — сельское поселение в Асекеевском районе Оренбургской области Российской Федерации.
Административный центр — посёлок Юдинка.

## История
9 марта 2005 года в соответствии с законом Оренбургской области № 1893/321-III-ОЗ образовано сельское поселение Юдинский сельсовет, установлены границы муниципального образования.

## Население
| 2010 | 2012 | 2013 | 2014 | 2015 | 2016 | 2017 |
| ---- | ---- | ---- | ---- | ---- | ---- | ---- |
| 669  | ↘650 | ↘643 | ↘638 | ↘637 | ↘619 | ↘612 |
| 2018 | 2019 | 2020 | 2021 |      |      |      |
| ↗617 | ↘585 | ↘569 | ↘553 |      |      |      |

## Состав сельского поселения
| № | Населённый пункт | Тип населённого пункта          | Население |
| - | ---------------- | ------------------------------- | --------- |
| 1 | Брянчаниново     | село                            | 130       |
| 2 | Мокродол         | посёлок                         | 158       |
| 3 | Юдинка           | посёлок, административный центр | 381       |